# Южнокушитские языки
Южнокуши́тские языки́ — южная группа языков кушитской семьи. Распространены на севере и северо-востоке Танзании, а также на востоке Кении. Численность носителей — около 550 тыс. чел. По данным ЮНЕСКО два южнокушитских языка являются вымершими (аса и квадза), язык дахало отнесён к исчезающим, язык бурунге — к уязвимым. Языки бесписьменные.

## Состав ветви и ареал
В состав южнокушитской ветви включаются следующие языки:
- Ираквская группа:
  - иракв (ираку, мбулу; Iraqw) — 462 тыс. говорящих[4], самый крупный по числу носителей среди южнокушитских языков; народ обычно называется ираку;
  - горова (гороа, фиоме; Gorowa) — 50 тыс. чел.[5]
  - алагва (алагве, алава, алагуа, васи; Alagwa) — 30 тыс. чел.[6]
  - бурунге (мбулунге; Burunge) — около 13 тыс. чел.[7]
- Асах (аса, аса-араманик; Aasax, Asa) — по данным на 1999 год оставалось около 350 человек, знающих этот язык[8]
- Квадза (нгомвиа; Kwadza) — вымерший.

В Танзании языки южнокушитской группы образуют островные ареалы среди ареалов языков банту и нилотских языков. Самый крупный остров размещён между озёрами Эяси и Маньяра и к югу от них на юго-западе области Аруша, на западе области Маньяра и на севере области Додома. Он включает ареал языков иракв, горова  и алагва. К югу от основного южнокушитского ареала размещён небольшой островной ареал языка бурунге (в окружении языков банту, а также койсанского языка сандаве и нилотского языка масаи, область Додома). К востоку от основного ареала в степи Масаи живут носители практически исчезнувшего языка аса. Ареал вымершего языка квадза находился в области Маньяра.
Ситуация с языком дахало (санье, Dahalo, Sanye) остаётся неясной. После тщательного анализа имеющегося материала Rowe (2000) приходит к выводу, что дахало не похож на южнокушитские и в то же время не особо близок и к восточнокушитским. Похожая ситуация наблюдается по данным лексикостатистики: дахало оказывается одинаково близок как южно-, так и к восточнокушитским языкам (ок. 15–16% совпадений) и, по мнению Блажека, образует отдельную ветвь в составе кушитских языков (Blažek  1997). Носители языка дахало, в котором используются очень редко встречающиеся щёлкающие звуки, населяют районы рядом с устьем реки Тана в Прибрежной провинции Кении. Число говорящих на дахало не более 400 человек.
Язык ма’а (мбугу) является фактически смешанным языком, в котором сочетается южнокушитская лексика с бантусской морфологией и восточнокушитским влиянием.

## Внешняя классификация
Родство языков иракв-бурунге с кушитскими было предложено ещё Майнхофом (1906). Дж. Гринберг (1955:51) включил в их в состав кушитских в качестве отдельной ветви, хотя их точное положение там до сих пор остаётся не вполне ясным. Более подробно родство с остальными кушитскими было разработано в работе Х. Флеминга (1969).
Если Гринберг считал их отдельной ветвью, то Р. Хецрон (1980:70 ff) и К. Эрет (1995:490) предположили, что южнокушитские являются частью равнинной группы (Lowland East Cushitic) восточнокушитской ветви.
Морфологические связи восточно- и южнокушитских подробно рассматриваются в Kießling (2002), а лексические — в Kießling & Mous (2003:36–40). Общий вывод этих авторов сводится к тому, что пока мы не сможем с уверенностью сказать, являются ли эти связи доказательством более тесного родства восточно- и южнокушитских или следствием тесных контактов в прошлом южнокушитских и некоторых групп восточнокушитских (в частности, оромо). В первом случае существенное лексическое своеобразие южнокушитских может объясняться тем, что восточнокушитский предок южнокушитских вступил в тесные контакты с носителями койсанских (возможно родственных хадза и/или сандаве) и в нём произошла частичная релексификация. Одним из возможных аргументом в пользу этого рассматривается высокая частота абруптивных аффрикат /tsʼ/ и /tɬʼ/, встречающихся чаще чем такие «простые» согласные как /p, f, w, ɬ, x/. Kießling & Mous (2003) предполагают, что эти абруптивы могут быть рефлексами щёлкающих согласных из койсанских [39].

## Внутренняя классификация
Гринберг рассматривал в качестве южнокушитских следующие языки: Burungi (Mbulungu), Goroa (Fiome), Alawa (Uwassi), Iraqw, Mbugu, Sanye [Greenberg 1966:49]. Позднее к ним были добавлены аса и квадза [Fleming 1969].
Внутренняя классификация была одновременно предложена Эретом (1968) и Флемингом (1969), различия между которыми заключались лишь в названиях (под)групп (первым в скобках даётся названия Эрета, после запятой — варианты Флеминга):
Южнокушитская ветвь:
- (a) Рифтская группа (Rift, Asa-Burunge)
  - (a.1) западнорифтская подгруппа (West Rift, Iraqw-Burunge): языки иракв, горова, алагва, бурунге
  - (a.2) восточнорифтская подгруппа (East Rift, Asa-Ngomvia): аса, квадза (нгомвиа)
- (b) Мбугуанская группа (Mbuguan, Ma’a/Mbugu): ма’а
- (c) Дахалоанская группа (Dahaloan, Sanye/Dahalo): дахало

В целом эту же схему повторяет Р. Бленч (2006; лишь отнеся языки дахало и маа к неклассифицированным в составе кушитских, в результате чего термин «рифтские» становится синонимичным термину «южнокушитские»); А. Долгопольский (1973:11-12; также без дахало и маа, предложил русские названия для западной (ираквские) и восточной (араманикские) подгрупп). Ветошкина (1990; 2010) повторяет классификацию Долгопольского, хотя упоминает о возможном включении языка санье (дахало). В Этнологе (2005; 2009; 2013) и работе Бурлак-Старостина (2005) агностически повторяется вариант Гринберга без разбиения на группы и с включением языка дахало (санье).
Позднее Эрет (1980:132) предложил более подробную классификацию западнорифтских языков:
- (a.1) западнорифтская подгруппа (West Rift)
  - (i) языки иракв, горова
  - (ii) алагва-бурунге (Alagwa-Burunge): языки алагва, бурунге

Kießling & Mous (2003) также исключают языки дахало и маа из состава собственно южнокушитских языков. Они предлагают следующую классификацию:
- западнорифтская группа (West-Rift)
  - северная западнорифтская подгруппа (Northern West-Rift)
    - ираквоидные языки (Iraqwoid): иракв, горова
    - алагвоидные языки: алагва

  - южная западнорифтская подгруппа (Southern West-Rift)
  - язык бурунге
- ? восточнорифтская подгруппа (East-Rift): языки квадза (нгомвиа) и аасах

Помимо исключения дахало и маа основным отличием от классификации Эрета являются пересмотр места языка алагва. Kießling & Mous считают, что этот язык пережил тесные контакты с языком бурунге, результатом чего явилась заметная лексическая и частично грамматическая «бурунгизация» алагва, что приводило более ранним исследователей к объединению этих двух языков в одну группу. Однако морфологические инновации однозначно указывают на его большую близость к ираквоидным языкам. Восточнорифтские языки Kießling & Mous считают слишком малоизученными, чтобы уверенно говорить об их месте в классификации.
Вариант Kießling & Mous (2003) в целом принят в проекте Glottolog, где восточнорифтские языки названы просто «Unclassified South Cushitic».
По данным лексикостатистики (Blažek 1997; 2009 совместно с С. А. Старостиным) классификация южнокушитских выглядит следующим образом:
Южнокушитская (средний процент совпадений 31,3)
- квадза
- аса-иракв (36,6 %)
  - аса
  - макро-иракв (72,2 %)
    - иракв (очевидно с близким горова)
    - алагва-бурунге (89 %)

## Изучение
Среди южнокушитских языков наиболее изученным является язык иракв. Одним из первых опубликовал работы по языку иракв лингвист У. Уайтли.